# Huixtepec, Guerrero
Huixtepec är en ort i Mexiko.   Den ligger i kommunen Ometepec och delstaten Guerrero, i den sydöstra delen av landet, 300 km söder om huvudstaden Mexico City. Huixtepec ligger 371 meter över havet och antalet invånare är 3 370.
Terrängen runt Huixtepec är kuperad, och sluttar västerut. Runt Huixtepec är det ganska tätbefolkat, med 116 invånare per kvadratkilometer. Närmaste större samhälle är Ometepec, 11,7 km väster om Huixtepec. Omgivningarna runt Huixtepec är en mosaik av jordbruksmark och naturlig växtlighet.